# Michael Köck

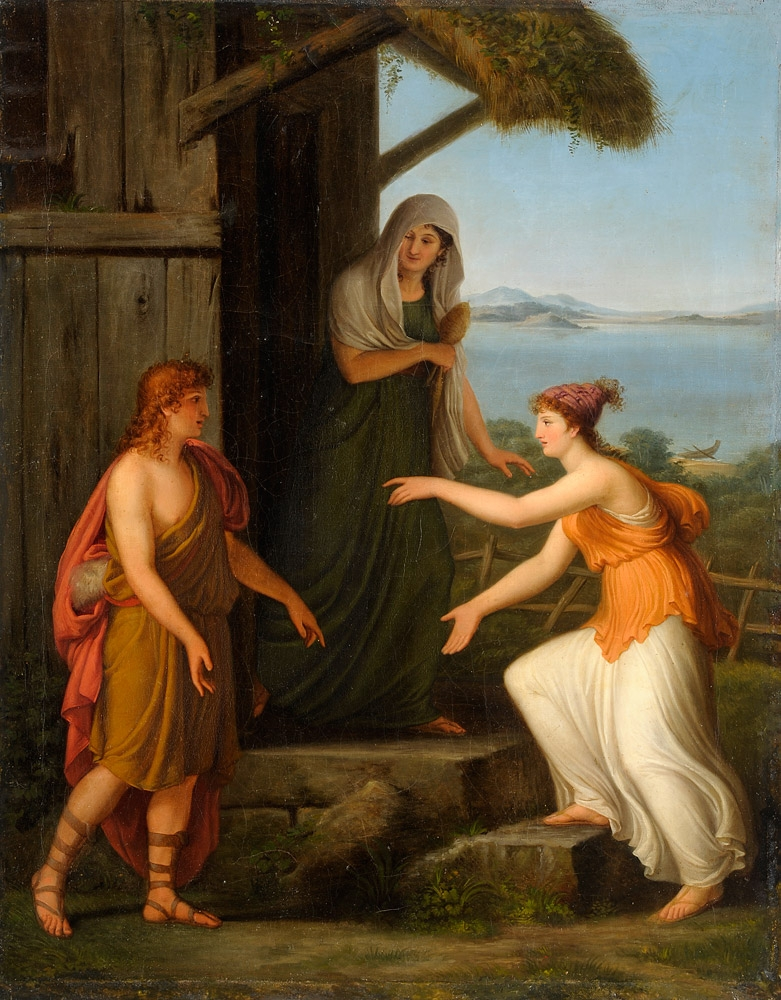
Mythologische Szene

Franz Michael Köck (auch Keck, * 29. August 1760 in Innsbruck; † 21. November 1825 in Rom) war ein österreichischer Maler, Radierer, Freskant und Restaurator von Fresken.

## Leben
Köck war eines von 12 Kindern des Schreinermeisters Franz Köck und dessen Frau Ursula (geborene Witwer). Er erhielt seine erste Ausbildung bei dem Zeichenlehrer Johann Peter Denifle (1739–1808) in Innsbruck, wurde von Graf Franz Enzenberg gefördert und kam 1777 für mehrere Jahre zum Maler Martin Knoller nach Mailand in die Lehre. 1784 ermöglichte ihm ein österreichisches Künstlerstipendium einen Aufenthalt in Rom, wo er bis zu seinem Lebensende blieb. In Rom heiratete er Katharina Peters, die Tochter des Hauptmanns der päpstlichen Leibwache. 1790 gründete er gemeinsam mit Felice Giani (1758–1823) die Accademia d’emulazione delle Belle Arti. 1814 wurde er Mitglied der Accademia di San Luca in Rom und als Inspektor, später Vizedirektor der päpstlichen Mosaikanstalt angestellt. 1817 wurde er Mitglied der Congregazione dei Virtuosi am Pantheon. Neben den eigenen Ölbildern und Fresken renovierte Köck alte Bilder und Fresken, kopierte auch Bilder anderer Maler.
Von seinen Söhnen waren Francesco Köck (* 1800) als Maler, Raffael Köck (* 1809) als Baumeister und Bildhauer tätig.